# Pietro Tornabuoni
Pietro Tornabuoni (Firenze, 1440 – 1527) è stato un politico italiano.

## Biografia
Appartenente alla nobile famiglia dei Tornabuoni - fu figlio di Filippo e fratello di Ludovico, fu vicario ad Anghiari nel 1477, quindi Capitano e Commissario di Pietrasanta dal 12 novembre 1484 al 1487 e di Sarzana dal 22 giugno 1487 al novembre 1492.
Nel 1497, come il fratello, fu esiliato dai piagnoni in quanto sospettato di voler favorire il ritorno dei Medici, ma fu riammesso nel 1500 da Pier Soderini. 
Dopo il ritorno dello stato mediceo nel 1512 ebbe ruolo di primo piano nel consiglio cittadino, venendo nominato Gonfaloniere di compagnia nel 1514. 